# Donald Trump Jr.
Donald John "Don" Trump Jr. (født 31. december 1977) er en amerikansk forretningsmand og tidligere reality-TV-personlighed. Han er det ældste barn af ejendomsudvikler og USA’s nuværende præsident, Donald Trump, og hans første hustru, den tjekkiske model Ivana Trump. Han arbejder sammen med sin bror Eric, som forvaltere af The Trump Organization. Efter mange års erfaring som virksomhedens Executive VP i en administratorrolle, driver Donald Jr. og hans bror virksomheden, mens deres far sidder i præsidentembedet i USA.

## Eksterne links
- Facebookkonto: DonaldJTrumpJr
- X-bruger: @DonaldJTrumpJr
- Donald Trump Jr. på Instagram
- Donald Trump, Jr. på Internet Movie Database (engelsk)
- Donald Trump, Jr. på The Movie Database (engelsk)
- Donald Trump, Jr. på Encyclopædia Britannica Online (engelsk)
- Optrådte på C-SPAN
- New York Times: "Et Navn At Han Kan Bygge Videre På" Arkiveret 1. april 2010 hos  Wayback Machine